# Álbuns número um na Billboard 200 em 1999
A seguir apresenta-se a lista dos álbuns que alcançaram a primeira posição da Billboard 200 no ano de 2000. Os dados usados na elaboração da lista foram compilados pelo serviço Nielsen Soundscan, com base nas vendas físicas semanais de cada álbum nos Estados Unidos, e publicados pela revista Billboard. Neste ano, 22 álbuns alcançaram a primeira posição da tabela pela primeira vez nas suas 52 publicações semanais. No entanto, embora tenha liderado a Billboard 200 por uma semana, elevando o seu total para cinco semanas consecutivas, um vigésimo terceiro álbum, Double Live (1998) do músico Garth Brooks, iniciou a sua corrida no topo no ano anterior e foi, portanto, excluído. Ele foi removido do topo na segunda publicação do ano por Flesh of My Flesh, Blood of My Blood, segunda estreia no número um do rapper DMX.

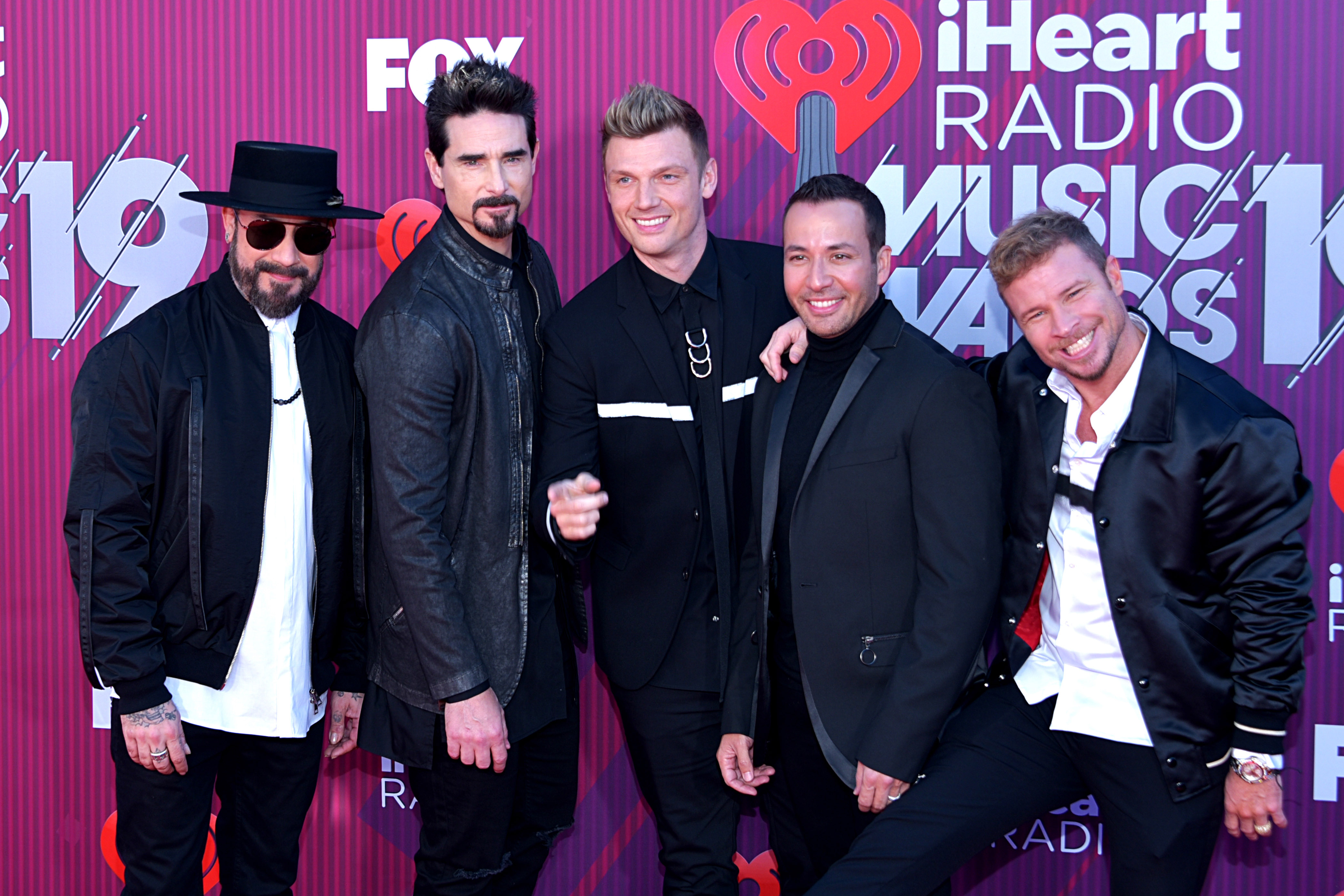
Além de conseguirem o trabalho mais comercializado do ano com Millennium, o grupo musical masculino Backstreet Boys quebrou o recorde da maior venda semanal por um álbum da história da Nielsen SoundScan.

Treze artistas conseguiram alcançar a primeira posição da tabela musical pela primeira vez. Estes artistas são: Britney Spears, Silkk The Shocker, Foxy Brown, TLC, Backstreet Boys, Ricky Martin, Christina Aguilera, Limp Bizkit, Eve, Dixie Chicks, Nine Inch Nails, Creed, e Faith Hill. Com a estreia de Fly e liderança por duas semanas, as Dixie Chicks tornaram-se no primeiro grupo de música country a alcançar o topo da Billboard 200. Spears conseguiu também uma estreia no primeiro posto com ...Baby One More Time, seu trabalho de estreia, marcando a primeira vez que uma artista conseguia liderar ambas tabelas de álbuns e de singles em simultâneo com o seu trabalho de estreia, além de vários outros recordes. Liderando a tabela por seis semanas não-consecutivas, conseguiu vender 1,80 milhões de unidades em apenas dois meses de comercialização. Todavia, o grupo musical Backstreet Boys acabou tornando-se no vendedor mais rápido do ano com o projecto Millennium, que estreou no primeiro posto com uma quantidade recorde de 1,13 milhões, quebrando o feito de Double Live no ano anterior com 1,08 milhões na sua semana de estreia. Além de ter liderado a tabela por dez semanas não-consecutivas, até ao final do ano, Millennium já havia comercializado 9,45 milhões de exemplares no país, tornando-se no álbum mais vendido de 1999. Tendo comercializado cerca de 661 mil unidades na sua primeira semana de vendas, o primeiro álbum em inglês do cantor porto-riquenho Ricky Martin fez dele o artista hispânico com a melhor estreia na tabela musical.
Além de ter liderado por cinco semanas não-consecutivas, FanMail, terceiro trabalho de estúdio do grupo TLC, foi o álbum de hip hop mais vendido do ano e ainda venceu o prémio Grammy para "Melhor Álbum R&B" na sua 42.ª cerimónia anual. Além de ter feito uma estreia no topo, Significant Other vendeu mais de cinco milhões de unidades até ao fim do ano, rendendo ao grupo de nu metal Limp Bizkit o seu primeiro álbum a receber o certificado de disco de platina pela Recording Industry Association of America (RIAA). Com treze semanas não-consecutivas (nove das quais foram no ano seguinte), Supernatural, da banda de música latino-rock Santana, foi o álbum que por mais tempo permaneceu no número um da tabela. Além disso, este foi o primeiro número um da banda em 28 anos, vendendo cinco milhões de cópias até ao final do ano e vencendo nas categorias "Melhor Álbum Rock" e "Álbum do Ano" na cerimónia dos prémios Grammy. Outro álbum que venceu nos prémios Grammy foi Breathe de Faith Hill, na categoria "Melhor Álbum Country". Born Again foi o segundo álbum do rapper The Notorious BIG a alcançar o número um da Billboard 200, e o sétimo em geral na década de 1990.
Quatro dos álbuns que alcançaram o topo da tabela em 1999 viriam mais tarde a ultrapassar a marca das dez milhões de unidades comercializadas. Millennium conseguiu este feito em apenas 39 semanas após a sua estreia, enquantoSupernatural foi o segundo, com 60 semanas. Human Clay, da banda post-grunge Creed, foi o terceiro, com 93 semanas; enquanto ...Baby One More Time levou 103 semanas. Os quatro álbuns receberam certificados de discos de platina pela RIAA. Spears, Aguilera, Eve, Foxy Brown e Celine Dion foram as únicas artistas femininas a conseguiram liderar a tabela em 1999. Ruff Ryders Ryde or Die Vol. 1 foi o único trabalho não de estúdio por vários artistas a conseguir alcançar o primeiro posto da Billboard 200.

## Histórico

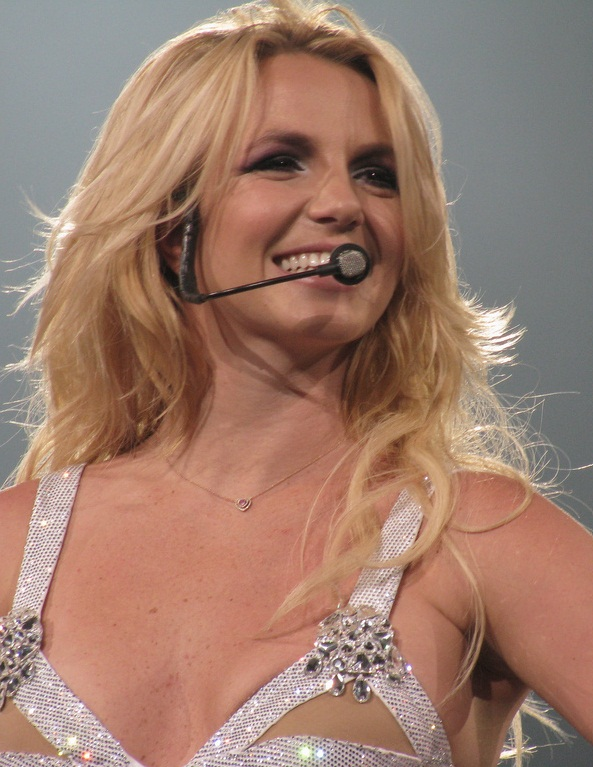
...Baby One More Time fez de Britney Spears a primeira artista a liderar ambas tabelas de álbuns e de singles em simultâneo com o seu trabalho de estreia.

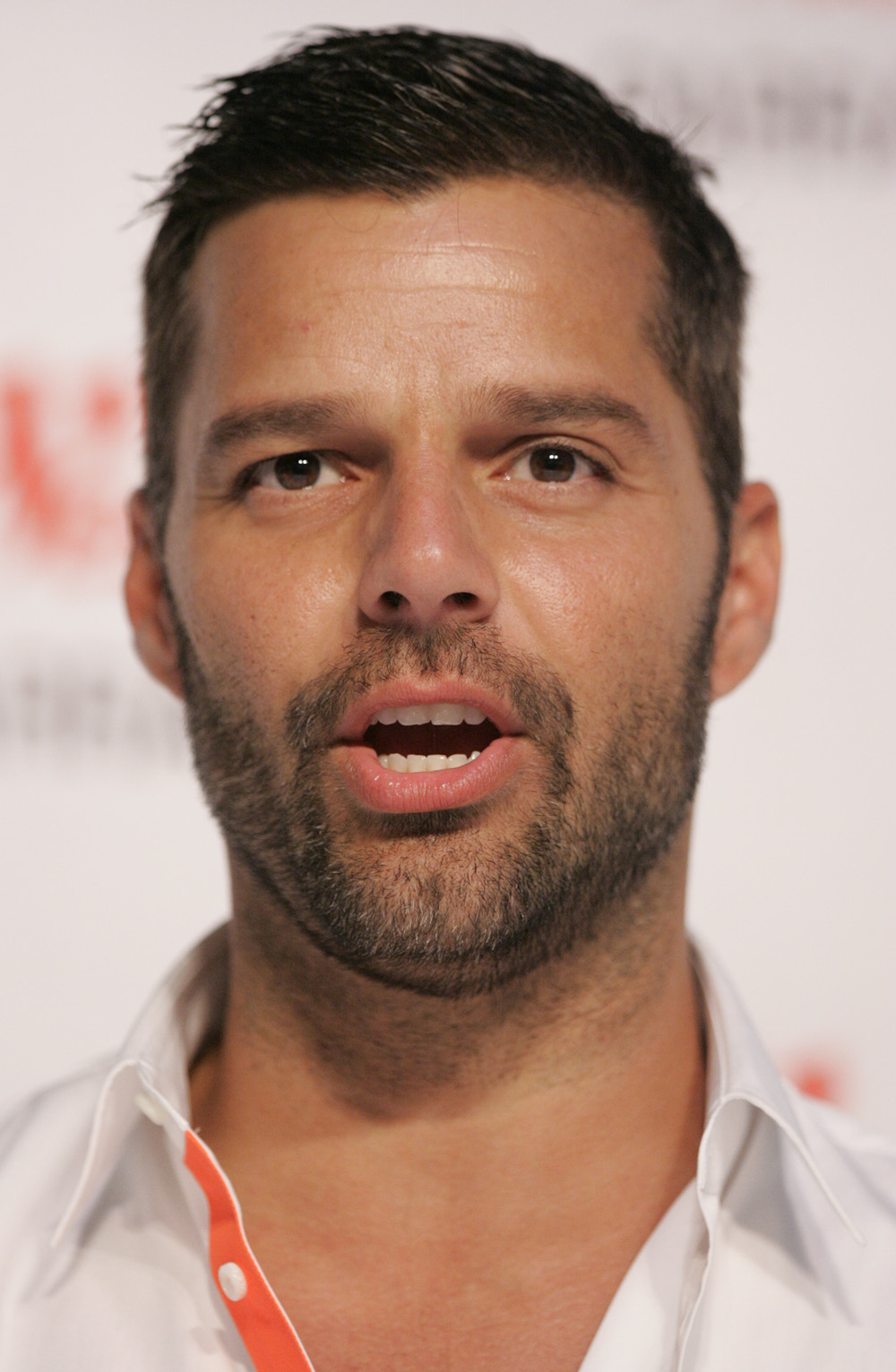
O primeiro álbum em inglês do cantor porto-riquenho Ricky Martin fez dele o artista hispânico com a melhor estreia na Billboard 200 de sempre.

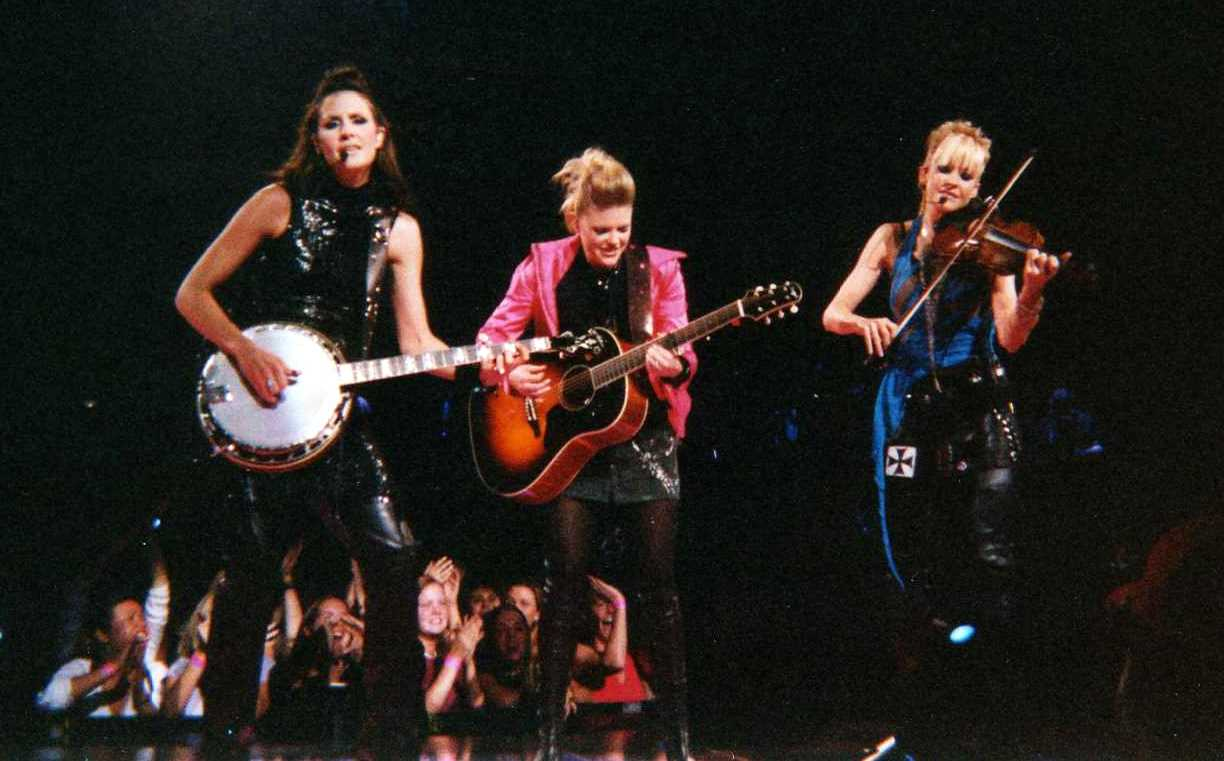
Com Fly, as Dixie Chicks conseguiram o seu primeiro número, o que fez dela o primeiro grupo de música country a alcançar o topo da tabela musical.

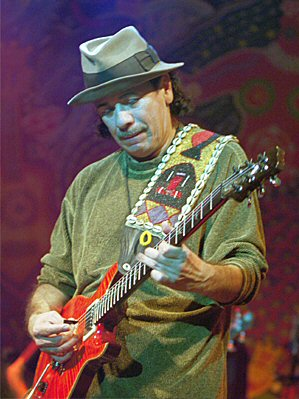
Supernatural rendeu à banda Santana (na imagem o vocalista) o seu primeiro número um em 28 anos. Além disso, foi o projecto que por mais tempo ocupou o primeiro posto em 1999.

| Data            | Álbum                                      | Artista                  | Vendas    | Ref.   |
| --------------- | ------------------------------------------ | ------------------------ | --------- | ------ |
| 2 de Janeiro    | Double Live                                | Garth Brooks             | 548 000   | [ 12 ] |
| 9 de Janeiro    | Flesh of My Flesh, Blood of My Blood       | DMX                      | 670 227   | [ 13 ] |
| 16 de Janeiro   | Flesh of My Flesh, Blood of My Blood       | DMX                      | 248 334   | [ 14 ] |
| 23 de Janeiro   | Flesh of My Flesh, Blood of My Blood       | DMX                      | 134 672   | [ 15 ] |
| 30 de Janeiro   | ...Baby One More Time                      | Britney Spears           | 120 567   | [ 16 ] |
| 6 de Fevereiro  | Made Man                                   | Silkk The Shocker        | 240 244   | [ 17 ] |
| 13 de Fevereiro | Chyna Doll                                 | Foxy Brown               | 172 689   | [ 18 ] |
| 20 de Fevereiro | ...Baby One More Time                      | Britney Spears           | 182 000   | [ 19 ] |
| 27 de Fevereiro | ...Baby One More Time                      | Britney Spears           | 229 349   | [ 20 ] |
| 6 de Março      | ...Baby One More Time                      | Britney Spears           | 197 698   | [ 21 ] |
| 13 de Março     | FanMail                                    | TLC                      | 318 000   | [ 22 ] |
| 20 de Março     | FanMail                                    | TLC                      | 225 000   | [ 23 ] |
| 27 de Março     | FanMail                                    | TLC                      | 202 587   | [ 24 ] |
| 3 de Abril      | FanMail                                    | TLC                      | 192 988   | [ 25 ] |
| 10 de Abril     | ...Baby One More Time                      | Britney Spears           | 167 900   | [ 26 ] |
| 17 de Abril     | ...Baby One More Time                      | Britney Spears           | 272 820   | [ 27 ] |
| 24 de Abril     | I Am...                                    | Nas                      | 471 000   | [ 28 ] |
| 1 de Maio       | I Am...                                    | Nas                      | 200 000   | [ 29 ] |
| 8 de Maio       | FanMail                                    | TLC                      | 180 199   | [ 30 ] |
| 15 de Maio      | Ruff Ryders Ryde or Die Vol. 1             | Vários                   | 283 500   | [ 31 ] |
| 22 de Maio      | A Place in the Sun                         | Tim McGraw               | 252 000   | [ 32 ] |
| 29 de Maio      | Ricky Martin                               | Ricky Martin             | 660 807   | [ 33 ] |
| 5 de Junho      | Millennium                                 | Backstreet Boys          | 1 133 505 | [ 34 ] |
| 12 de Junho     | Millennium                                 | Backstreet Boys          | 621 621   | [ 35 ] |
| 19 de Junho     | Millennium                                 | Backstreet Boys          | 437 898   | [ 36 ] |
| 26 de Junho     | Millennium                                 | Backstreet Boys          | 371 035   | [ 37 ] |
| 3 de Julho      | Millennium                                 | Backstreet Boys          | 338 000   | [ 38 ] |
| 10 de Julho     | Significant Other                          | Limp Bizkit              | 643 874   | [ 39 ] |
| 17 de Julho     | Significant Other                          | Limp Bizkit              | 335 000   | [ 40 ] |
| 24 de Julho     | Significant Other                          | Limp Bizkit              | 263 841   | [ 41 ] |
| 31 de Julho     | Millennium                                 | Backstreet Boys          | 271 749   | [ 42 ] |
| 7 de Agosto     | Millennium                                 | Backstreet Boys          | 235 192   | [ 43 ] |
| 14 de Agosto    | Significant Other                          | Limp Bizkit              | 250 241   | [ 44 ] |
| 21 de Agosto    | Millennium                                 | Backstreet Boys          | 233 000   | [ 45 ] |
| 28 de Agosto    | Millennium                                 | Backstreet Boys          | 250 000   | [ 46 ] |
| 4 de Setembro   | Millennium                                 | Backstreet Boys          | 243 000   | [ 47 ] |
| 11 de Setembro  | Christina Aguilera                         | Christina Aguilera       | 252 800   | [ 48 ] |
| 18 de Setembro  | Fly                                        | Dixie Chicks             | 341 138   | [ 49 ] |
| 25 de Setembro  | Fly                                        | Dixie Chicks             | 203 000   | [ 50 ] |
| 2 de Outubro    | Let There Be Eve...Ruff Ryders' First Lady | Eve                      | 213 000   | [ 51 ] |
| 9 de Outubro    | The Fragile                                | Nine Inch Nails          | 228 746   | [ 52 ] |
| 16 de Outubro   | Human Clay                                 | Creed                    | 315 670   | [ 53 ] |
| 23 de Outubro   | Human Clay                                 | Creed                    | 190 055   | [ 54 ] |
| 30 de Outubro   | Supernatural                               | Santana                  | 169 524   | [ 55 ] |
| 6 de Novembro   | Supernatural                               | Santana                  | 183 535   | [ 56 ] |
| 13 de Novembro  | Supernatural                               | Santana                  | 199 007   | [ 57 ] |
| 20 de Novembro  | The Battle of Los Angeles                  | Rage Against the Machine | 430 022   | [ 58 ] |
| 27 de Novembro  | Breathe                                    | Faith Hill               | 242 000   | [ 59 ] |
| 4 de Dezembro   | Issues                                     | Korn                     | 573 000   | [ 60 ] |
| 11 de Dezembro  | All the Way... A Decade of Song            | Celine Dion              | 349 000   | [ 61 ] |
| 18 de Dezembro  | All the Way... A Decade of Song            | Celine Dion              | 327 647   | [ 62 ] |
| 25 de Dezembro  | Born Again                                 | The Notorious B.I.G.     | 485 005   | [ 63 ] |